# Михайлівка (Чорнобаївська селищна громада)
Миха́йлівка — село в Україні, у Золотоніському районі Черкаської області. Входить до складу Чорнобаївської селищної громади.

## Населення
За даними перепису 2001 року населення села становило 284 особи.

### Мовний склад
Рідна мова населення за даними перепису 2001 року:
| Мова       | Чисельність, осіб | Доля     |
| ---------- | ----------------- | -------- |
| Українська | 279               | 98,24 %  |
| Російська  | 4                 | 1,41 %   |
| Інше       | 1                 | 0,35 %   |
| Разом      | 284               | 100,00 % |